# 阿根塔尔
阿根塔尔是德国莱茵兰-普法尔茨州的一个市镇。总面积28.52平方公里，总人口1627人，其中男性800人，女性827人（2011年12月31日），人口密度57人/平方公里。